# Symplectoscyphus tropicus
Symplectoscyphus tropicus is een hydroïdpoliep uit de familie Sertulariidae. De poliep komt uit het geslacht Symplectoscyphus. Symplectoscyphus tropicus werd in 1901 voor het eerst wetenschappelijk beschreven door Hartlaub. 